# License to Wed
License to Wed er en amerikansk romantisk komedie film fra 2007 instrueret af Ken Kwapis. Med Robin Williams, Mandy Moore og John Krasinski i hovedrollerne.

## Handling
Sadie Jones' (Mandy Moore) og kæresten Ben (John Krasinski) glæder sig til at blive gift, men før det kan lade sig gøre, må de gennemgå et intenst ægteskabs-forberedelses-kursus, som deres familiepræst Frank (Robin Williams) har fundet på.

## Medvirkende
- Robin Williams - pastor Frank Dorman
- Mandy Moore - Sadie Jones
- John Krasinski - Ben Murphy
- Eric Christian Olsen - Carlisle Myers
- Christine Taylor - Lindsey Jones
- Josh Flitter - pastor Franks assistent
- DeRay Davis - Joel
- Peter Strauss - Mr. Jones
- Grace Zabriskie - Grandma Jones
- Roxanne Hart - fru Jones
- Mindy Kaling - Shelly
- Angela Kinsey - Judith guldsmed
- Rachael Harris - Janine
- Brian Baumgartner - Jim
- Wanda Sykes - Sygeplejerske Borman